# أماني علي
أماني علي (مواليد 2 مارس 1976) هي ربّاعة بارالمبية مصرية. شاركت في 3 دورات بارالمبية؛ 2004 و2012 و2016، وحققت برونزيتي دورة 2004 و2016، كما حققت ذهبية وفضية بطولة العالم لرفع الأثقال عامي 2010 و2014 على الترتيب.